# Carmen Blanco y Trigueros
Carmen Blanco Trigueros (Granada, ca. 1840 - 17 de octubre de 1921) fue una escritora, poetisa y periodista española.

## Biografía
Nacida en Granada, en la década de 1840, recibió en Cataluña las primeras nociones y lecciones de su educación artística. Sus primeras obras fueron publicadas en la prensa catalana, aunque tuvo que marchar de la Ciudad Condal. Carmen de Burgos alabó su obra y según ella «sus palabras, aunque saturadas de una picante y originalísima ironía, conservan el sentimiento de un corazón lleno de dulzura y de bondad».
En 1878 publicó en La Crónica de Cataluña una colección de artículos serios y jocosos titulada «Retratos de perfil, bocetos á vuelapluma», presentados por Mobellán. En 1879 publicó una novela en el periódico El Cascabel. Además de novelas y libros de cuentos, escribió artículos y colaboraciones, a veces sin firmar, en distintos periódicos de Madrid y provincias, como El Globo, El Álbum Ibero-Americano, El Cascabel o La Semana Madrileña. Viajó mucho por Marruecos, escribiendo crónicas de viaje de «gran interés», y conoció a Clorinda Matto de Turner. Falleció el 17 de octubre de 1921.